# Новлянка (деревня, Селивановский район)
Новлянка — деревня в Селивановском районе Владимирской области России. Административный центр Новлянского сельского поселения.

## География
Деревня расположена в 8 км на юг от райцентра Красной Горбатки на правом берегу реки Ушна. Напротив деревни Новлянка на левом берегу Ушны расположен посёлок Новлянка.

## История
Сельцо Ново впервые упоминается в жалованной тарханной и несудимой грамоте великого князя Ивана Васильевича Федору Михайловичу Киселеву на с. Дуброву с деревнями, в Дубровском стане Муромского уезда, датируемой 1470—1478 гг..
«Новым» сельцо, возможно, являлось по отношению к поселению племени мурома (селище «Новлянское») на месте, где позже возник известный с XVI в. погост Муськово (Муско). С тем же поселением связаны, по всей видимости, 7 погребений, открытые на территории деревни Новое (Новленское) (название в начале XX в.) Н. Е. Макаренко летом 1905 года, с муромским инвентарём.
В 7058[уточнить] (1550) г. село Дуброва с деревнями и починками вложено Семёном Фёдоровым Киселёвым в Троице-Сергиев монастырь. За Троице-Сергиевым монастырём деревня Ново Дубровского стана Муромского уезда значится и в Писцовых книгах 1592—1594 гг.. Видимо, в период Смуты деревня уходит из собственности Троице-Сергиева монастыря. В соответствии с Сыскной книгой 1623 г., «часть деревень комплекса Дубровы взял себе сын боярский И. Я. Репевский».
По окладным книгам Рязанской епархии за 1676 год сельцо Новое значится в составе Мусковского прихода. В нём имелись двор протопопа Муромской соборной церкви, 24 двора крестьянских и один бобыльский. В конце XIX века в деревне числилось 127 дворов.
До революции деревня Новая (сельцо Новлянское) входила в состав Тучковской волости Судогодского уезда, с 1926 года — в составе Дубровской волости Муромского уезда. В 1859 году в деревне числилось 65 дворов, в 1905 году — 133 двора, в 1926 году — 234 двора.
С 1929 года административный центр Новлянского сельсовета Селивановского района, с 2005 года — административный центр Новлянского сельского поселения.

## Население
| 1859 | 1897 | 1905 | 1926  | 2002 | 2010 | 2021 |
| ---- | ---- | ---- | ----- | ---- | ---- | ---- |
| 505  | ↗640 | ↗800 | ↗1374 | ↘993 | ↘894 | ↘769 |

## Инфраструктура
В селе расположены Новлянская средняя общеобразовательная школа (открыта в 1966 году), детский сад № 15, библиотека.

## Транспорт
Новлянка (34 км)  – остановочный пункт на линии «Ковров — Муром»  Муромского региона Горьковской железной дороги.
Автобусное сообщение.